# Jean-Claude Biojout
 (décembre 2023).
Si vous disposez d'ouvrages ou d'articles de référence ou si vous connaissez des sites web de qualité traitant du thème abordé ici, merci de compléter l'article en donnant les références utiles à sa vérifiabilité et en les liant à la section « Notes et références ».
Jean-Claude Biojout, né en 1939 à Limoges, est un joueur de basket-ball, devenu par la suite dirigeant du Limoges CSP en compagnie de Xavier Popelier.

## Biographie
À partir de l'âge de 9 ans, Jean-Claude Biojout porte les couleurs du Cercle Saint-Pierre. Enfant du quartier des Coutures,  il aurait pu tout aussi bien commencer à l'ASPTT Limoges. Durant les années 1950, il joue en tant que meneur de jeu avec l'équipe sénior du CSP Limoges dont il devient le capitaine. À la fin de sa carrière, au début des années 1960, Jean-Claude Biojout cherche un nouveau projet après le basket-ball. Finalement, en 1961, avec Xavier Popelier, il décide de reprendre le Cercle Saint-Pierre. L'objectif commun des deux hommes est de monter le CSP Limoges en N1. Jean-Claude Biojout aide à obtenir de l'argent, constituer des dossiers pour obtenir des aides officielles. Son rôle équivaut alors celui d'un véritable manager. Peu à peu, le club se structure et monte, en 1978, en N1 (actuelle Pro A). C'est le début de la grande épopée nationale et européenne du CSP. En 1986, Jean-Claude Biojout inaugure le nouveau siège social de la rue de Louyat. Le club entre dans une nouvelle ère, et contribue au renouveau du marketing du club limousin. Aujourd'hui, Jean-Claude Biojout participe à la vie du club via l'association du Limoges CSP.
A Jean-Claude, le père, la grosse balle orange bien sûr, mais à Pascal, le fils… la petite balle jaune. Ce dernier, est le directeur général de Sport Plus Conseil, société qu’il a créée en 1996 et spécialisée dans l’événementiel sportif, comme l'All-Star Game LNB, le Tournoi de tennis de Lyon ou le Tournoi de tennis de Limoges.